# Julius Duboc

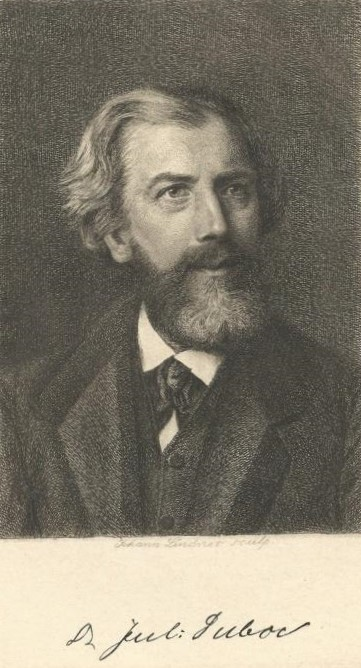
Julius Duboc, c. 1900

Julius Duboc (ur. 10 października 1829 w Hamburgu, zm. 11 czerwca 1903 w Dreźnie) – pisarz i filozof niemiecki, brat Charlesa. 

## Publikacje
Swoje poglądy zawarł w pracach:
- Soziale Briefe (trzecie wyd. 1873);
- Die Psychologie der Liebe (1874);
- Das Leben ohne Gott (1875);
- Hundert Jahre Zeitgeist in Deutschland (1889)
- Die Lust als sozialethisches Entwicklungsprinzip (1990).